# E28 (Maleisië)

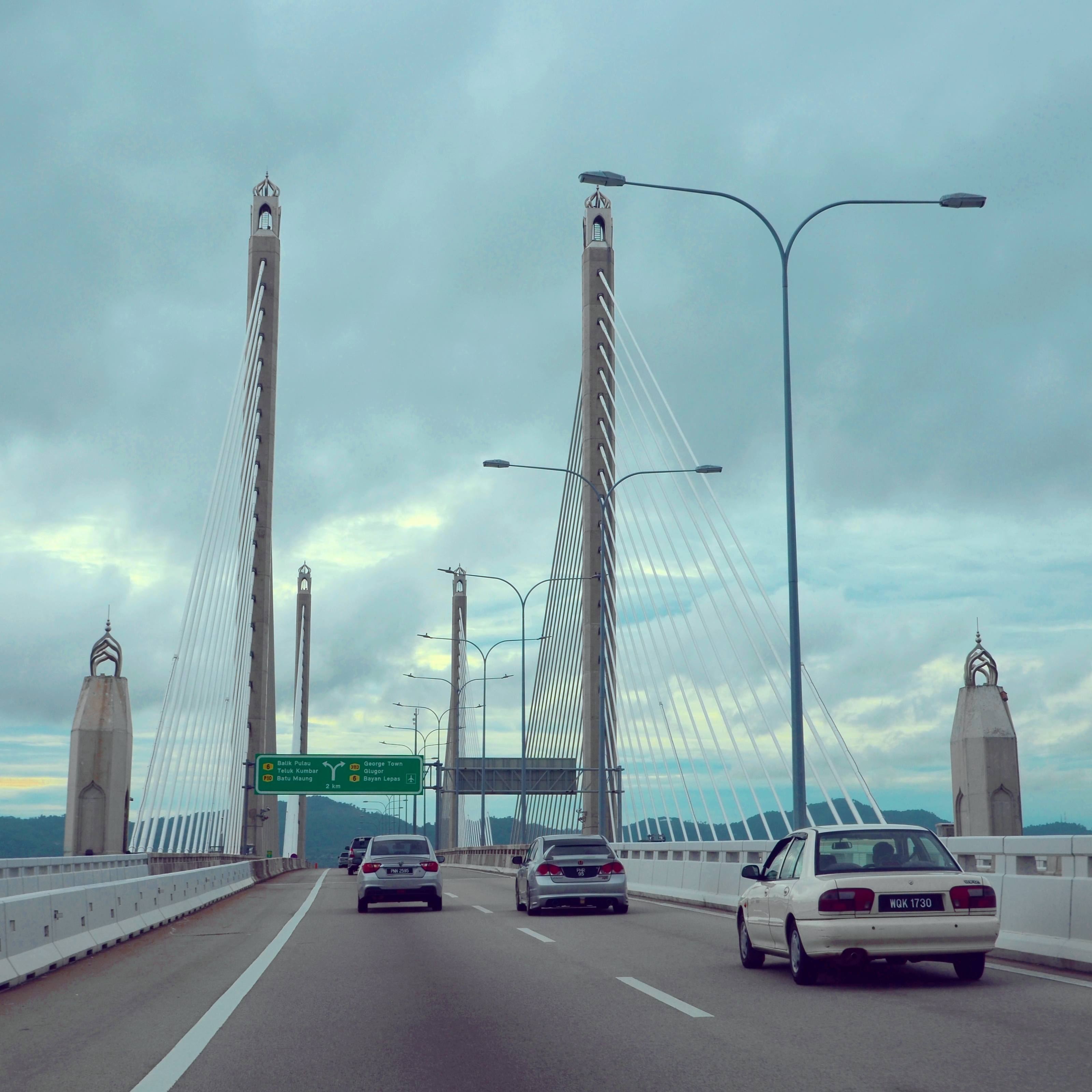
De E28

De E28 of Jambatan Sultan Abdul Halim Muadzam Shah (Sultan Abdul Halim Muadzam Shah Bridge ), ook Jambatan Kedua Pulau Pinang of Penang Second Bridge genoemd, is een autosnelweg in Maleisië. De snelweg is 24 kilometer lang en vormt een brug tussen West-Maleisië en Penang. De E28 werd geopend in 2014.
E1 ·
E2 ·
E3 ·
E4 ·
E5 ·
E6 ·
E7 ·
E8 ·
E9 ·
E10 ·
E11 ·
E12 ·
E13 ·
E14 ·
E15 ·
E16 ·
E17 ·
E18 ·
E19 ·
E20 ·
E21 ·
E22 ·
E23 ·
E24 ·
E25 ·
E26 ·
E27 ·
E28 ·
E29 ·
E30 ·
E31 ·
E32 ·
E33 ·
E35 ·
E36 ·
E37 ·
E38 ·
E39 ·